# 雲林院

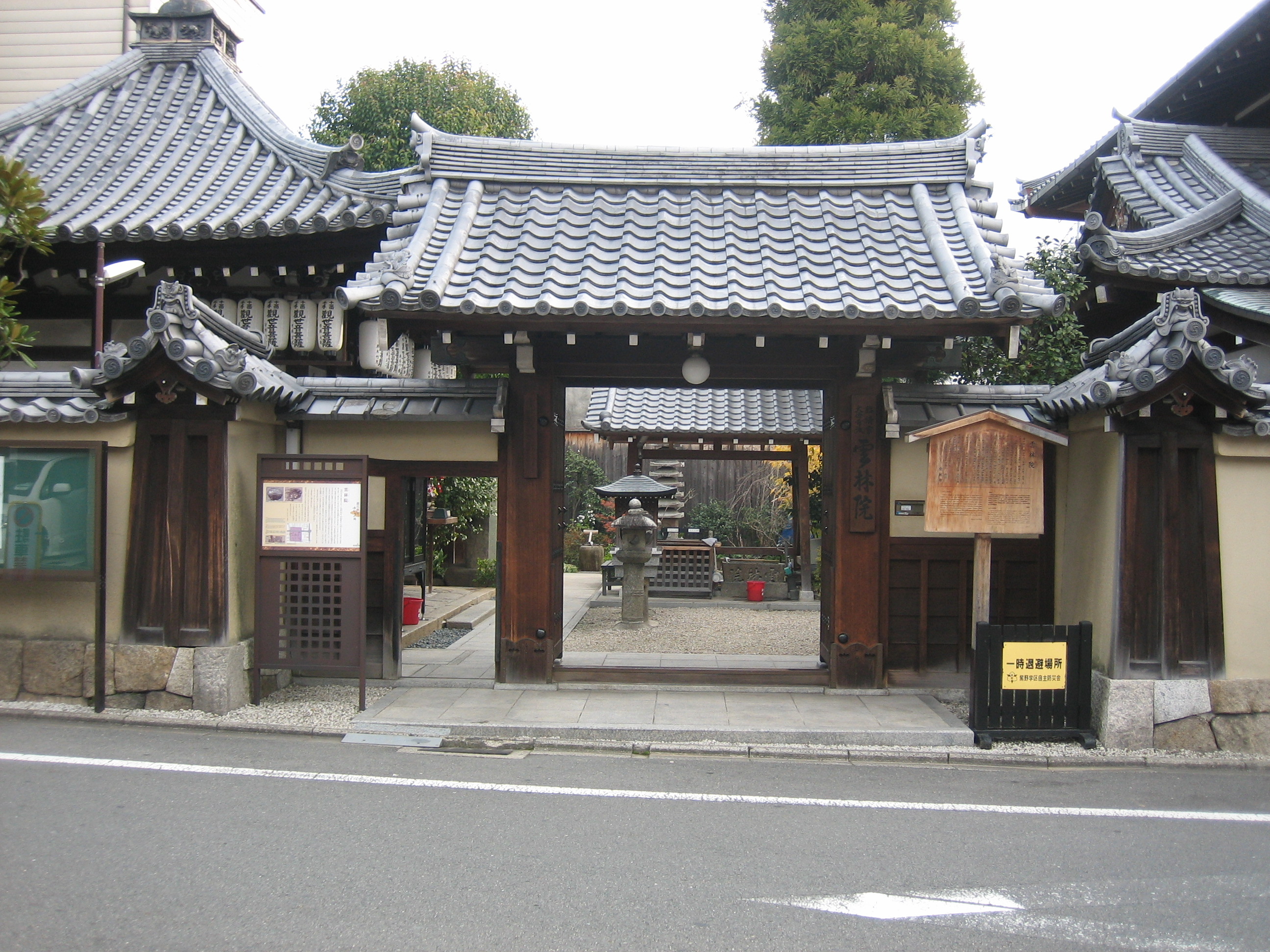
雲林院門前　紫野雲林院町から撮影

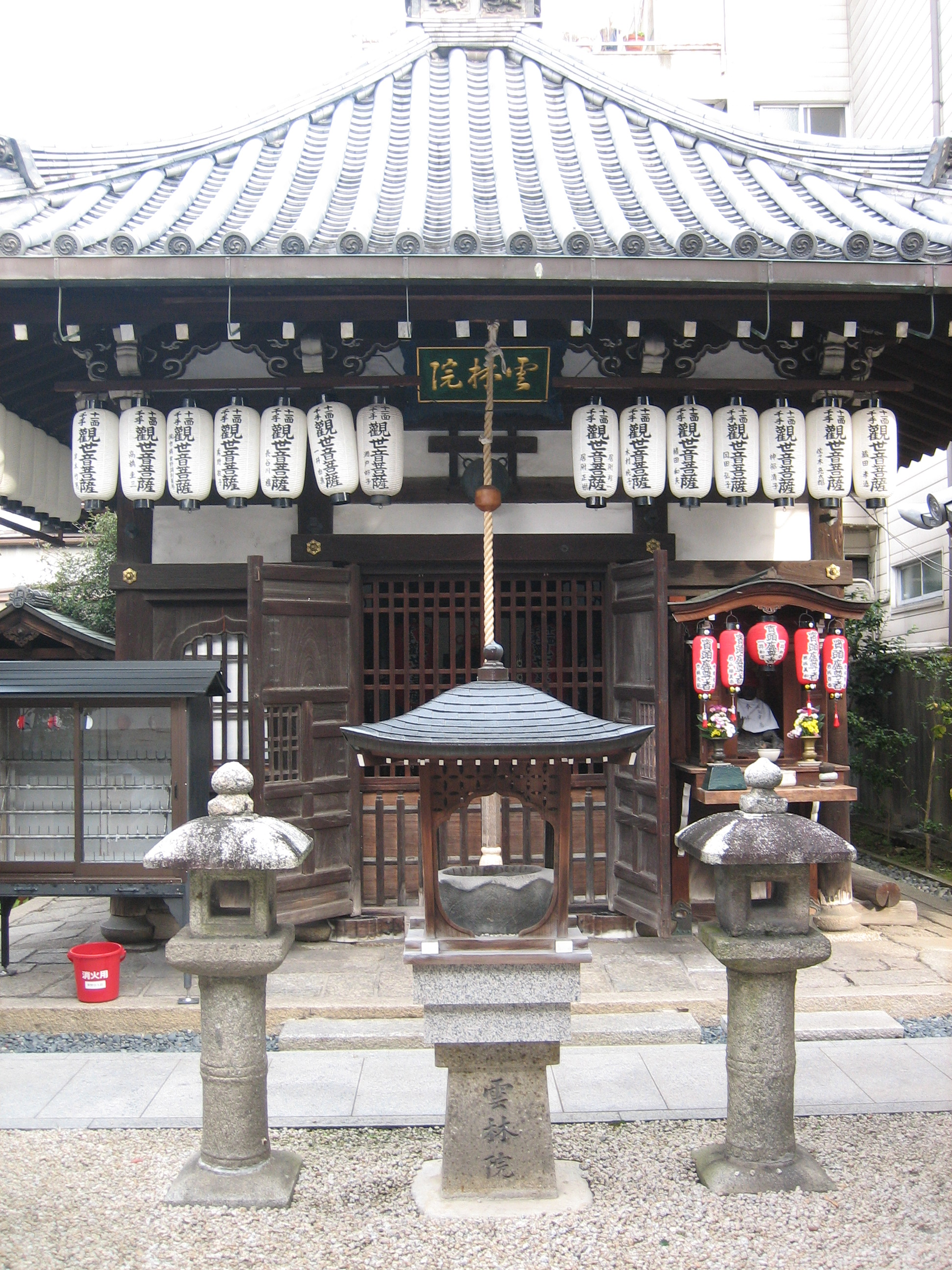
雲林院境内に残る観音堂

雲林院（うんりんいん、うりんいん）は、京都市北区紫野にある臨済宗の寺院。臨済宗大徳寺派大本山大徳寺の塔頭である。かつて天台宗の大寺院として知られた、平安時代の史跡でもある。なまって「うじい」とも呼ばれた。

## 歴史
もとは、淳和天皇の離宮・紫野院として造成された。紫野一帯は野の広がる狩猟地であったが、桜の名所でもあった。文人を交えてたびたび行幸したという。その後仁明天皇の離宮となり、やがて皇子常康親王に譲られた。
869年（貞観11年）親王が亡くなった後、僧正遍昭に託し、ここを官寺「雲林院」とした。884年（元慶8年）、遍昭はこれを花山元慶寺の別院とし、年分度者3人を与えられて天台教学を専攻。その後、鎌倉時代までは天台宗の官寺として栄え、菩提講・桜花・紅葉で有名であった。
雲林院の菩提講は、『今昔物語集』、『大鏡』にも登場する。雲林院は桜と紅葉の名所として『古今和歌集』以下の歌集の歌枕であり、在原業平が『伊勢物語』の筋を夢で語る謡曲『雲林院』の題材にもなった。
鎌倉時代に入って衰退したものの、1324年（正中元年）に復興され、大徳寺の塔頭となった。以後は禅寺となったが、応仁の乱（1467年–1477年）の兵火により廃絶した。
現在の雲林院は、1707年（宝永4年）にかつての寺名を踏襲し、再建されたものである。

## 境内
建勲通を南端に、現在の紫野雲林院町一帯にかけては、かつて広大な境内を誇る雲林院の敷地であった。大徳寺通（旧大宮通）沿いに「有栖川」と呼ばれる小川が流れ、北大路通りの一筋南の通りには「ごじょうの橋」が架けられていたという。
現在の境内に本堂はなく、堂宇（どうう）として同年に再建された観音堂が残る。ここには、十一面千手観音菩薩像、大徳寺開山大燈国師像が安置されている。
門前の駒札には、僧侶であり、歌人として知られた西行の詠んだ歌が記されている。

## 紫式部と雲林院
かつて雲林院境内にあった大徳寺塔頭の真珠庵に「紫式部産湯の井戸」がある。紫式部はこの周辺で生まれ育ったとされ、その名も、雲林院の建つ紫野に由来するといわれている。
『源氏物語』第10帖の「賢木」に、雲林院が登場する。光源氏は雲林院に参籠し、天台六十巻を読みすすめる。亡き母・桐壺の更衣の兄も籠って修行する。
紫式部自身の墓所伝承地が雲林院近くにあり、彼女が生涯を通じてこの雲林院に親しんでいた様子が窺える。

## 発掘調査
2000年（平成12年）に、周辺区域のマンション建設に伴い、京都文化博物館によってかつての雲林院跡の発掘調査が行われた。離宮跡であったことを裏付ける、平安時代の建物跡や井戸跡などが発見されている。